# Felix Nussbaum

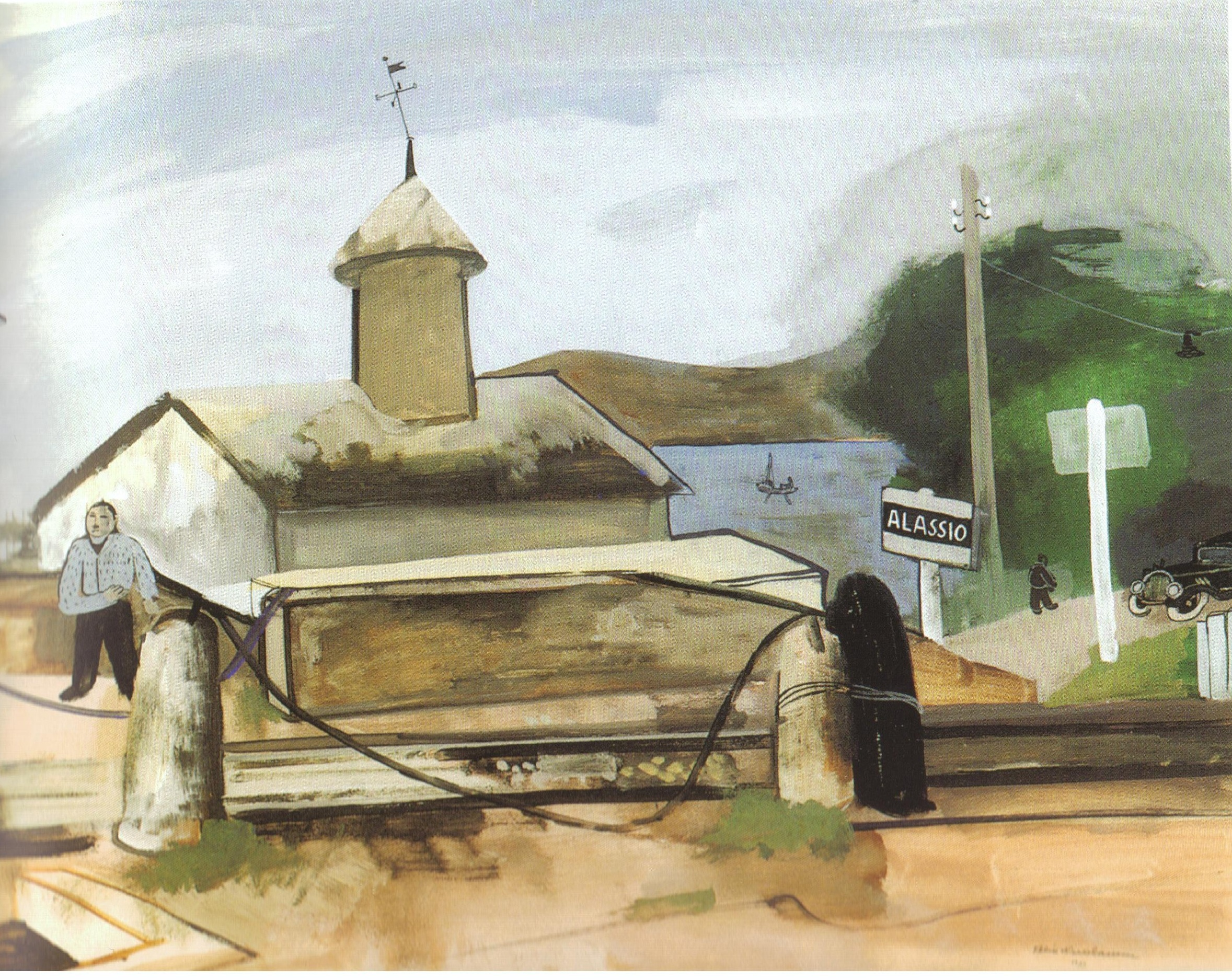
Estación de tren de Alassio, por Felix Nussbaum, 1933.

Felix Nussbaum (11 de diciembre de 1904 en Osnabrück – 2 de agosto de 1944 en Auschwitz) fue un pintor judeo-alemán surrealista que ilustró el Holocausto, del que fue víctima.

## Trayectoria
Estudió Bellas Artes y Artes Aplicadas en Hamburgo y Berlín, y en los años 20 y 30, sus exposiciones en Berlín cosecharon importantes éxitos. 
Con la llegada de los nazis al poder en Alemania en 1933, fue obligado a marchar al exilio debido a su origen judío; residió sucesivamente en Francia, Italia y Bélgica, junto a su pareja la polaca Felka Platek, con la que casó en 1937. 
Tras la ocupación de Francia por los alemanes en 1940, fue internado por el gobierno francés de Vichy en un campo de concentración, del que consiguió evadirse, para refugiarse junto a su esposa en casa de un amigo pintor en Bruselas. 
En 1944 la pareja fue descubierta y ambos fueron deportados al campo de exterminio de Auschwitz donde murieron, presumiblemente juntos, el 2 de agosto de 1944.
En 1998 fue inaugurado en Osnabrück, el Museo Felix-Nussbaum (Felix-Nussbaum-Haus), en el cual pueden disfrutarse la totalidad de sus obras, más de 160 pinturas. 
Los planos del museo fueron diseñados por el famoso arquitecto Daniel Libeskind.